# Opaka
Opaka (in bulgaro Опака?) è un comune bulgaro situato nella regione di Tărgovište di 8 137 abitanti (dati 2009). La sede comunale è nella località omonima.

## Località
Il comune è formato dall'insieme delle seguenti località:
- Opaka (sede comunale)
- Goljamo gradište
- Gorsko Ablanovo
- Gărčinovo
- Krepča
- Ljublen